# Tournoi de tennis d'Espagne
Pour les articles homonymes, voir Open d'Espagne.
Le tournoi d'Espagne est un tournoi de tennis féminin du circuit professionnel WTA.
Il était organisé chaque année, mi-mai, sur terre battue et en extérieur, en général une semaine avant Roland Garros. 
Le tournoi disparait du calendrier en 2004.
Arantxa Sánchez Vicario y détient le record de victoires, avec six succès en simple et huit consécutifs en double (1990-1997).

## Palmarès

### Simple
| No | Date       | Nom et lieu du tournoi                          | Catégorie      | Dotation       | Surface        | Vainqueure        | Finaliste             | Score          |                |
| -- | ---------- | ----------------------------------------------- | -------------- | -------------- | -------------- | ----------------- | --------------------- | -------------- | -------------- |
| 1  | 16-10-1972 | Spanish Int’l Open Championships, Barcelone     |                | NC             | Terre (ext.)   | Gail Sherriff     | Nathalie Fuchs        | 6-1, 6-4       | Tableau        |
|    | 1973       | Pas de tournoi                                  | Pas de tournoi | Pas de tournoi | Pas de tournoi | Pas de tournoi    | Pas de tournoi        | Pas de tournoi | Pas de tournoi |
| 2  | 14-10-1974 | Spanish Championships, Barcelone                |                | NC             | Terre (ext.)   | Nathalie Fuchs    | Glynis Coles          | 7-5, 8-6       |                |
|    | 1975       | Pas de tournoi                                  | Pas de tournoi | Pas de tournoi | Pas de tournoi | Pas de tournoi    | Pas de tournoi        | Pas de tournoi | Pas de tournoi |
| 3  | 18-10-1976 | Spanish Championships, Barcelone                |                | NC             | Terre (ext.)   | Renáta Tomanová   | Virginia Ruzici       | 3-6, 6-4, 6-2  |                |
|    | 1977       | Pas de tournoi                                  | Pas de tournoi | Pas de tournoi | Pas de tournoi | Pas de tournoi    | Pas de tournoi        | Pas de tournoi | Pas de tournoi |
| 4  | 09-10-1978 | Spanish Open, Barcelone                         |                | NC             | Terre (ext.)   | Hana Mandlíková   | Sabina Simmonds       | 6-1, 5-7, 6-3  | Tableau        |
|    | 1979-1984  | Pas de tournoi                                  | Pas de tournoi | Pas de tournoi | Pas de tournoi | Pas de tournoi    | Pas de tournoi        | Pas de tournoi | Pas de tournoi |
| 5  | 06-05-1985 | Barcelona, Barcelone                            |                | 50 000 $       | Terre (ext.)   | Sandra Cecchini   | Raffaella Reggi       | 6-3, 6-4       | Tableau        |
| 6  | 05-05-1986 | International Championships of Spain, Barcelone |                | 50 000 $       | Terre (ext.)   | Petra Huber       | Laura Garrone         | 7-6, 6-0       | Tableau        |
|    | 1987       | Pas de tournoi                                  | Pas de tournoi | Pas de tournoi | Pas de tournoi | Pas de tournoi    | Pas de tournoi        | Pas de tournoi | Pas de tournoi |
| 7  | 25-04-1988 | International Championships of Spain, Barcelone | Tier V         | 50 000 $       | Terre (ext.)   | Neige Dias        | Bettina Fulco         | 6-3, 6-3       | Tableau        |
| 8  | 24-04-1989 | International Championships of Spain, Barcelone | Tier V         | 100 000 $      | Terre (ext.)   | Arantxa Sánchez   | Helen Kelesi          | 6-2, 5-7, 6-1  | Tableau        |
| 9  | 23-04-1990 | International Championships of Spain, Barcelone | Tier IV        | 150 000 $      | Terre (ext.)   | Arantxa Sánchez   | Isabel Cueto          | 6-4, 6-2       | Tableau        |
| 10 | 22-04-1991 | International Championships of Spain, Barcelone | Tier III       | 225 000 $      | Terre (ext.)   | Conchita Martínez | Manuela Maleeva       | 6-4, 6-1       | Tableau        |
| 11 | 20-04-1992 | Open Seat of Spain, Barcelone                   | Tier III       | 225 000 $      | Terre (ext.)   | Monica Seles      | Arantxa Sánchez       | 3-6, 6-2, 6-3  | Tableau        |
| 12 | 19-04-1993 | International Championships of Spain, Barcelone | Tier II        | 375 000 $      | Terre (ext.)   | Arantxa Sánchez   | Conchita Martínez     | 6-1, 6-4       | Tableau        |
| 13 | 18-04-1994 | International Championships of Spain, Barcelone | Tier II        | 400 000 $      | Terre (ext.)   | Arantxa Sánchez   | Iva Majoli            | 6-0, 6-2       | Tableau        |
| 14 | 24-04-1995 | Ford Int’l Championships of Spain, Barcelone    | Tier II        | 430 000 $      | Terre (ext.)   | Arantxa Sánchez   | Iva Majoli            | 5-7, 6-0, 6-2  | Tableau        |
| 15 | 20-05-1996 | Open Paginas Amarillas, Madrid                  | Tier II        | 250 000 $      | Terre (ext.)   | Jana Novotná      | Magdalena Maleeva     | 4-6, 6-4, 6-3  | Tableau        |
| 16 | 19-05-1997 | Open Paginas Amarillas, Madrid                  | Tier III       | 175 000 $      | Terre (ext.)   | Jana Novotná      | Monica Seles          | 7-5, 6-1       | Tableau        |
| 17 | 18-05-1998 | Open Paginas Amarillas, Madrid                  | Tier III       | 164 250 $      | Terre (ext.)   | Patty Schnyder    | Dominique Monami      | 3-6, 6-4, 6-0  | Tableau        |
| 18 | 17-05-1999 | Open Villa de Madrid, Madrid                    | Tier III       | 180 000 $      | Terre (ext.)   | Lindsay Davenport | Paola Suárez          | 6-1, 6-3       | Tableau        |
| 19 | 22-05-2000 | Open de España Villa de Madrid, Madrid          | Tier III       | 170 000 $      | Terre (ext.)   | Gala León García  | Fabiola Zuluaga       | 4-6, 6-2, 6-2  | Tableau        |
| 20 | 21-05-2001 | Open de España Villa de Madrid, Madrid          | Tier III       | 170 000 $      | Terre (ext.)   | Arantxa Sánchez   | Angeles Montolio      | 7-5, 6-0       | Tableau        |
| 21 | 20-05-2002 | Open de España, Madrid                          | Tier III       | 170 000 $      | Terre (ext.)   | Monica Seles      | Chanda Rubin          | 6-4, 6-2       | Tableau        |
| 22 | 19-05-2003 | Open de España 2012, Madrid                     | Tier III       | 170 000 $      | Terre (ext.)   | Chanda Rubin      | María Antonia Sánchez | 6-4, 5-7, 6-4  | Tableau        |

### Double
| No | Date       | Nom et lieu du tournoi                         | Catégorie      | Dotation       | Surface        | Vainqueures                         | Finalistes                               | Score          |                |
| -- | ---------- | ---------------------------------------------- | -------------- | -------------- | -------------- | ----------------------------------- | ---------------------------------------- | -------------- | -------------- |
| 1  | 16-10-1972 | Spanish Int’l Open Championships Barcelone     |                | NC             | Terre (ext.)   | Gail Sherriff Nathalie Fuchs        | Michèle Gurdal Monique Van Haver         | 6-4, 6-2       | Tableau        |
|    | 1973-1975  | Pas de tournoi                                 | Pas de tournoi | Pas de tournoi | Pas de tournoi | Pas de tournoi                      | Pas de tournoi                           | Pas de tournoi | Pas de tournoi |
| 2  | 18-10-1976 | Spanish Championships Barcelone                |                | NC             | Terre (ext.)   | Florenta Mihai Virginia Ruzici      | Nathalie Fuchs Michèle Gurdal            | 6-2, 6-4       |                |
|    | 1977-1984  | Pas de tournoi                                 | Pas de tournoi | Pas de tournoi | Pas de tournoi | Pas de tournoi                      | Pas de tournoi                           | Pas de tournoi | Pas de tournoi |
| 3  | 06-05-1985 | Barcelona Barcelone                            |                | 50 000 $       | Terre (ext.)   | Petra Delhees Pat Medrado           | Penny Barg Adriana Villagrán             | 6-1, 6-0       | Tableau        |
| 4  | 05-05-1986 | International Championships of Spain Barcelone |                | 50 000 $       | Terre (ext.)   | Iva Budařová Catherine Tanvier      | Petra Huber Petra Keppeler               | 6-2, 6-1       | Tableau        |
|    | 1987       | Pas de tournoi                                 | Pas de tournoi | Pas de tournoi | Pas de tournoi | Pas de tournoi                      | Pas de tournoi                           | Pas de tournoi | Pas de tournoi |
| 5  | 25-04-1988 | International Championships of Spain Barcelone | Tier V         | 50 000 $       | Terre (ext.)   | Iva Budařová Sandra Wasserman       | Anna-Karin Olsson María José Llorca      | 1-6, 6-3, 6-2  | Tableau        |
| 6  | 24-04-1989 | International Championships of Spain Barcelone | Tier V         | 100 000 $      | Terre (ext.)   | Jana Novotná Tine Scheuer-Larsen    | Arantxa Sánchez Judith Wiesner           | 6-2, 2-6, 7-6  | Tableau        |
| 7  | 23-04-1990 | International Championships of Spain Barcelone | Tier IV        | 150 000 $      | Terre (ext.)   | Mercedes Paz Arantxa Sánchez        | Sabrina Goleš Patricia Tarabini          | 6-7, 6-2, 6-1  | Tableau        |
| 8  | 22-04-1991 | International Championships of Spain Barcelone | Tier III       | 225 000 $      | Terre (ext.)   | Martina Navrátilová Arantxa Sánchez | Nathalie Tauziat Judith Wiesner          | 6-1, 6-3       | Tableau        |
| 9  | 20-04-1992 | Open Seat of Spain Barcelone                   | Tier III       | 225 000 $      | Terre (ext.)   | Conchita Martínez Arantxa Sánchez   | Nathalie Tauziat Judith Wiesner          | 6-4, 6-1       | Tableau        |
| 10 | 19-04-1993 | International Championships of Spain Barcelone | Tier II        | 375 000 $      | Terre (ext.)   | Conchita Martínez Arantxa Sánchez   | Magdalena Maleeva Manuela Maleeva        | 4-6, 6-1, 6-0  | Tableau        |
| 11 | 18-04-1994 | International Championships of Spain Barcelone | Tier II        | 400 000 $      | Terre (ext.)   | Larisa Neiland Arantxa Sánchez      | Julie Halard Nathalie Tauziat            | 6-2, 6-4       | Tableau        |
| 12 | 24-04-1995 | Ford Int’l Championships of Spain Barcelone    | Tier II        | 430 000 $      | Terre (ext.)   | Larisa Neiland Arantxa Sánchez      | Mariaan de Swardt Iva Majoli             | 7-5, 4-6, 7-5  | Tableau        |
| 13 | 20-05-1996 | Open Paginas Amarillas Madrid                  | Tier II        | 250 000 $      | Terre (ext.)   | Jana Novotná Arantxa Sánchez        | Sabine Appelmans Miriam Oremans          | 7-6, 6-2       | Tableau        |
| 14 | 19-05-1997 | Open Paginas Amarillas Madrid                  | Tier III       | 175 000 $      | Terre (ext.)   | Mary Joe Fernández Arantxa Sánchez  | Inés Gorrochategui Irina Spîrlea         | 6-3, 6-2       | Tableau        |
| 15 | 18-05-1998 | Open Paginas Amarillas Madrid                  | Tier III       | 164 250 $      | Terre (ext.)   | Florencia Labat Dominique Monami    | Rachel McQuillan Nicole Pratt            | 6-3, 6-1       | Tableau        |
| 16 | 17-05-1999 | Open Villa de Madrid Madrid                    | Tier III       | 180 000 $      | Terre (ext.)   | Virginia Ruano Pascual Paola Suárez | Maria-Fernanda Landa Marlene Weingärtner | 6-2, 0-6, 6-0  | Tableau        |
| 17 | 22-05-2000 | Open de España Villa de Madrid Madrid          | Tier III       | 170 000 $      | Terre (ext.)   | Lisa Raymond Rennae Stubbs          | Gala León García María Antonia Sánchez   | 6-1, 6-3       | Tableau        |
| 18 | 21-05-2001 | Open de España Villa de Madrid Madrid          | Tier III       | 170 000 $      | Terre (ext.)   | Virginia Ruano Pascual Paola Suárez | Lisa Raymond Rennae Stubbs               | 7-5, 2-6, 7-64 | Tableau        |
| 19 | 20-05-2002 | Open de España Madrid                          | Tier III       | 170 000 $      | Terre (ext.)   | Martina Navrátilová Natasha Zvereva | Rossana de los Ríos Arantxa Sánchez      | 6-2, 6-3       | Tableau        |
| 20 | 19-05-2003 | Open de España 2012 Madrid                     | Tier III       | 170 000 $      | Terre (ext.)   | Jill Craybas Liezel Huber           | Rita Grande Angelique Widjaja            | 6-4, 7-66      | Tableau        |